# Barbara Jatta

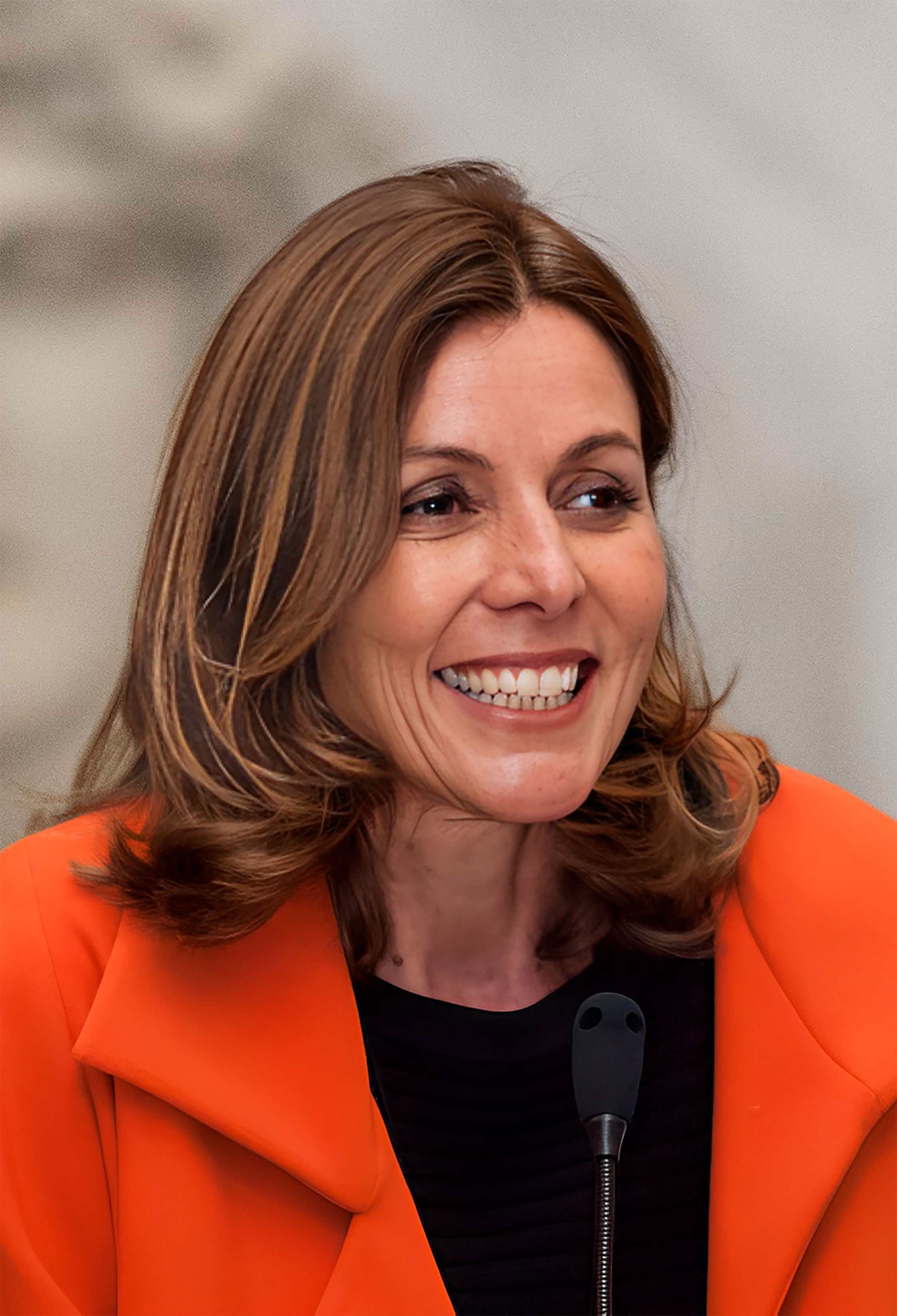
Barbara Jatta

Barbara Jatta (Roma, 6 ottobre 1962) è una storica dell'arte e museologa italiana, dal 2017 direttrice dei Musei Vaticani.

## Biografia
È nata a Roma il 6 ottobre del 1962. È nipote, per parte di madre, dell'architetto e storico dell'arte Andrea Busiri Vici. Ha studiato all'Istituto centrale per la patologia del libro, oggi Istituto centrale per il restauro e la conservazione del patrimonio archivistico e librario. Si è laureata in Lettere nel 1986, con una tesi in Storia del disegno, dell'incisione e della grafica, presso l'Università La Sapienza e nello stesso ateneo, nel 1991, ha portato a termine il corso triennale di specializzazione in Storia dell'Arte. Ha intrapreso tirocini di specializzazione all'estero: in Inghilterra, in Portogallo e negli Stati Uniti.
Dal 1981 al 1996 ha lavorato all'Istituto Nazionale per la Grafica, prima in qualità di restauratrice di materiale grafico, poi alla catalogazione e schedatura dei Fondi dei disegni, delle incisioni, delle xilografie e delle litografie dell'Istituto.
Dagli anni novanta ad oggi ha svolto attività di docenza presso istituzioni e corsi di specializzazione.
Dal 1994 è titolare del corso di Storia delle tecniche e delle arti grafiche, presso la facoltà di Lettere dell'Università Suor Orsola Benincasa di Napoli, dove dal 2014 è anche membro del Consiglio di Amministrazione della Fondazione Pagliara.
Dal 1996 è responsabile del Gabinetto delle Stampe della Biblioteca Apostolica Vaticana, presso la quale è anche membro delle Commissioni Mostre, Accessioni, Acquisti, Editoria e Catalogazioni.
L'8 settembre del 2010 Benedetto XVI l'ha nominata curatore delle Stampe, presso la Biblioteca Apostolica Vaticana. 
Nel 2005 è stata cooptata nel gruppo dei Romanisti.
Dal 2010 è membro effettivo dell'Associazione internazionale dei Direttori dei Gabinetti di disegni e stampe, l'Advisory Keepers of Graphic Collections.
Dal 2010 è membro del comitato scientifico della rivista "Grafica d'Arte".
Da giugno a dicembre del 2016 è stata vicedirettrice dei Musei Vaticani.
Il 1º gennaio del 2017 papa Francesco l'ha nominata direttore dei Musei Vaticani: è la prima donna a ricoprire questo incarico.
Ha collaborato e organizzato diverse mostre e partecipato ad iniziative editoriali, nel campo della storia della grafica e dell'arte, tra cui: Vedute romane di Lievin Cruyl, nel 1988; Francesco Bartolozzi: incisore delle Grazie, nel 1996; Piranesi e l'Aventino, nel 1998; Angelika Kauffmann e Roma, nel 1998; Roma-veduta. Disegni e stampe panoramiche della città dal XV al XIX secolo, nell'anno 2000; Forma urbis Romae, nel  2000; Roma Veduta: disegni e stampe panoramiche della città dal XV al XIX secolo, ancora nel 2000; Incisioni del '700 in Italia, nell'anno 2002; Rome eternelle: dessins et gravures panoramiques du XV au XIX siècle, nel 2003; Speculum Dianae Magnificentiae, nell'anno 2006; 1929 - 2009: Ottanta anni dello Stato della Città del Vaticano, nel 2009; XXII International  Advisory of Keepers of Graphic Collections, nell'anno 2010; Conoscere la Biblioteca Vaticana. Una storia aperta al futuro, sempre nel 2010; Giovanni Paolo II. Un omaggio di Benedetto XVI in occasione della beatificazione, nel 2011; e ancora nel 2011 Ottanta anni della Radio Vaticana. A giugno 2018 ha inaugurato a Città del Messico la mostra Vatican: from Saint Peter to Francisco.

## Vita privata
È sposata dal luglio del 1988 con il medico Fabio Midulla, docente ordinario di Pediatria, direttore del dipartimento Materno-Infantile e di Scienze UroGinecologiche e direttore della scuola di specializzazione in Pediatria della Sapienza Università di Roma.  Ha tre figli: Marco, Fabiola, Giorgio. 

## Pubblicazioni, collaborazioni e curatele
- Barbara Jatta, Joseph Connors, Vedute romane di Lievin Cruyl: paesaggio urbano sotto Alessandro VII, Roma, Accademia americana in Roma, 1989, SBN RMR0003793. Catalogo mostra, 12- ottobre - 8 dicembre 1988.
- Andrea Busiri Vici, Scritti d'arte, Roma, U. Bozzi, 1990, SBN VEA0007383. Introduzione di Carlo Pietrangeli; a cura di Barbara Jatta.
- Joseph Connors e Louise Rice (a cura di), Specchio di Roma barocca: una guida inedita del XVII secolo, Roma, Edizioni dell'Elefante, 1990, SBN UFI0059539. Collaborazione di Barbara Jatta, per la sezione relativa ai disegni.
- Barbara Jatta, La villa Palombara sull'Esquilino, in La porta magica: luoghi e memorie nel giardino di piazza Vittorio / a cura di Nicoletta Cardano, Roma, F.lli Palombi, 1990, SBN CFI0174452.
- Alessandra Capodiferro et al. L'attività di Rodolfo Lanciani sul Palatino, 1990.
- Barbara Jatta, Lievin Cruyl e la sua opera grafica: un artista fiammingo nell'Italia del Seicento, Bruxelles-Roma, Institut Historique Belge de Rome, 1992, SBN VIA0040925.
- Drawings by Francesco Bartolozzi in Lisbon, in "Master drawings", vol. 32, n. 2, 1994.

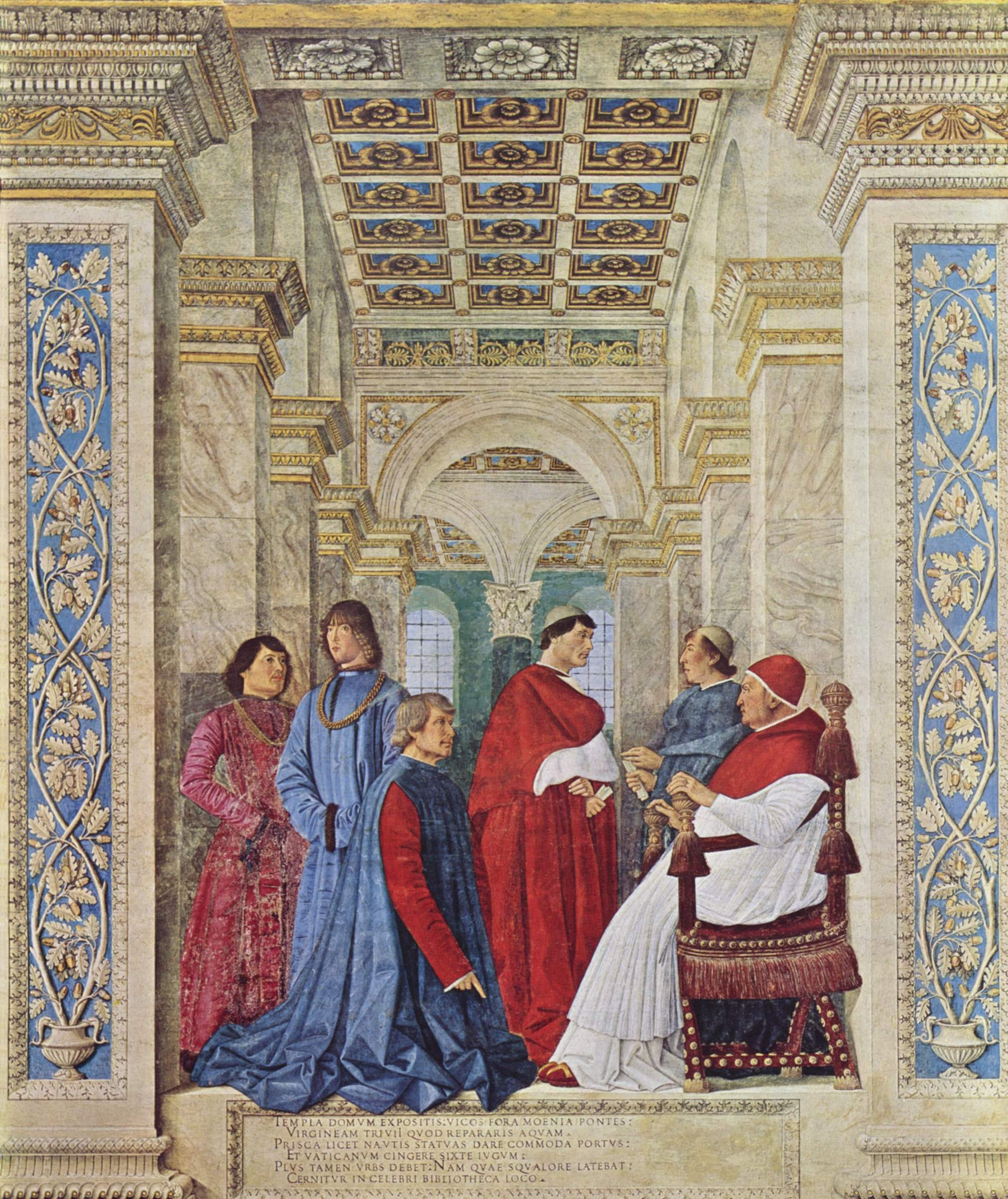
Melozzo da Forlì, Sisto IV nomina Bartolomeo Platina prefetto della Biblioteca Vaticana

- Barbara Jatta (a cura di), Francesco Bartolozzi: incisore delle Grazie, Roma, Artemide, 1995, SBN VIA005612. Mostra, Gabinetto Nazionale delle Stampe. Roma (27 ottobre 1995- 15 gennaio 1996).
- (PT) Barbara Jatta (a cura di), Francesco Bartolozzi: desenhos de um gravador: Museu nacional de arte antiga, 27 de junho a 29 de setembro de 1996, Lisboa, Instituto Portugués de Museus, 1996, SBN BVE0150095. Catalogo mostra.
- Barbara Jatta (a cura di), Piranesi e l'Aventino, Milano, Electa, 1998, SBN RAV0325089. Mostra, Santa Maria del Priorato dei Cavalieri di Malta. Roma (15 settembre – 8 dicembre 1998).
- Barbara Jatta, "D'après Angelika", in Angelika Kauffmann e Roma / a cura di Oscar Sandner, Roma, De Luca, 1998, SBN BVE0149197. Mostra, Istituto nazionale per la grafica e Accademia di San Luca, Roma. (settembre – dicembre 1998).
- Barbara Jatta, Le incisioni di Jacob Philipp e Georg Hackert nella Fondazione Pagliara dell'Istituto Suor Orsola Benincasa, in Annali dell'Istituto Suor Orsola Benincasa, Napoli, 1998.
- Mario Gori Sassoli (a cura di), Roma Veduta: disegni e stampe panoramiche della città dal XV al XIX secolo, Roma, Artemide, 2000, SBN RML0099057. Mostra all'Istituto Nazionale per la Grafica.
- Barbara Jatta (a cura di), "Forma urbis Romae": pianta monumentale di Roma per il grande giubileo dell'anno duemila, Città del Vaticano, Biblioteca apostolica vaticana, 2000, SBN IEI0190268. Catalogo mostra.

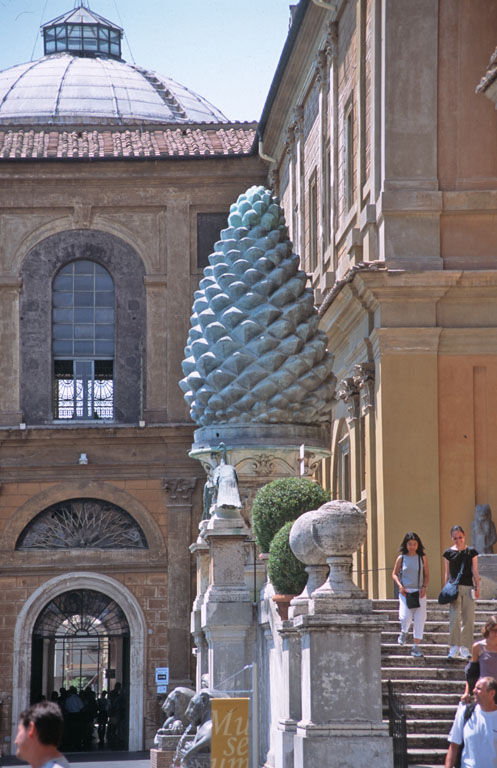
Musei Vaticani - Cortile della Pigna

- Barbara Jatta, Il Fondo Matrici del Gabinetto delle stampe della Biblioteca Apostolica Vaticana: interventi di restauro e conservazione, in Miscellanea Bibliothecae apostolicae Vaticanae, IX, Città del Vaticano, Biblioteca Apostolica Vaticana, 2000,  pp. 471-537, SBN UMC0591470.
- di Maria Teresa Penta, Barbara Jatta (a cura di), Incisioni del '700 in Italia nella Raccolta d'Arte Pagliara dell'Istituto Suor Orsola Benincasa, Napoli, Istituto Suor Orsola Benincasa, 2002, SBN PBE0019043. Catalogo mostra.
- Un inglese a Roma. Le incisioni di Richard Cooper nella collezione Ashby della Biblioteca Apostolica Vaticana, in "Grafica d’Arte", 2003.
- (FR) Mario Gori Sassoli (a cura di), Rome eternelle: dessins et gravures panoramiques du XV au XIX siècle, Roma, Artemide, 2003, SBN LIG0008382. Mostra.
- Jorge María Mejía, Christine Maria Grafinger, Barbara Jatta, I cardinali bibliotecari di Santa Romana Chiesa: la quadreria nella Biblioteca apostolica Vaticana, Città del Vaticano, Biblioteca apostolica Vaticana, 2006, SBN RML0162102.
- Francesco Petrucci, Barbara Jatta (a cura di), "Speculum Dianae Magnificentiae": incisioni e litografie del lago di Nemi dal '500 all'800: collezione Luigi Bartelli, Ariccia, Arti Grafiche, 2006. Catalogo mostra.
- Barbara Jatta (a cura di), Piante e vedute della Basilica di San Pietro in Vaticano, Citta del Vaticano, Biblioteca Apostolica Vaticana, SBN VEA0718449. (Studi e documenti per la storia del Palazzo Apostolico Vaticano. Tavole. 2)
- Stefano Liberati, Anna Maria Voltan, Le edizioni illustrate dell'Orlando furioso: repertorio bibliografico delle edizioni in lingua italiana dal XVI al XIX secolo, Manduria, Barbieri Selvaggi, 2007, SBN UBO3841318. Consulenza bibliografica: Barbara Jatta; con la suite delle xilografie dell'edizione valgrisiana attribuite a Dosso Dossi.
- Barbara Jatta (a cura di), "Civitas Vaticana": la nuova pianta della Città del Vaticano, Città del Vaticano, Biblioteca Apostolica Vaticana, 2007, SBN TO01748783. Cura scientifica dell'incisione calcografica a tiratura di esemplari limitata e relativo fascicolo.
- Barbara Jatta (a cura di), 1929-2009: Ottanta anni dello Stato della Città del Vaticano, Città del Vaticano, Biblioteca Apostolica Vaticana, 2009, SBN RMB0682673. Mostra.
- Daniela Di Castro, Filippo Passarini: mobiliere, decoratore, incisore; con le "Nuove inventioni" della Biblioteca Apostolica Vaticana / a cura di Barbara Jatta, Città del Vaticano, Biblioteca Apostolica Vaticana, 2009, SBN RML0202898.
- (EN) XXII International Advisory of Keepers of Graphic Collections, Città del Vaticano, Biblioteca Apostolica Vaticana, 2010. 7-10 giugno 2010.
- Ambrogio M. Piazzoni e Barbara Jatta (a cura di), Conoscere la Biblioteca Vaticana. Una storia aperta al futuro, Città del Vaticano, Biblioteca Apostolica Vaticana, 2010, SBN RML0202037. Catalogo mostra.
- Giovanni Paolo II. Un omaggio di Benedetto XVI in occasione della beatificazione, Città del Vaticano, 2011. Catalogo mostra, Braccio di Carlo Magno.

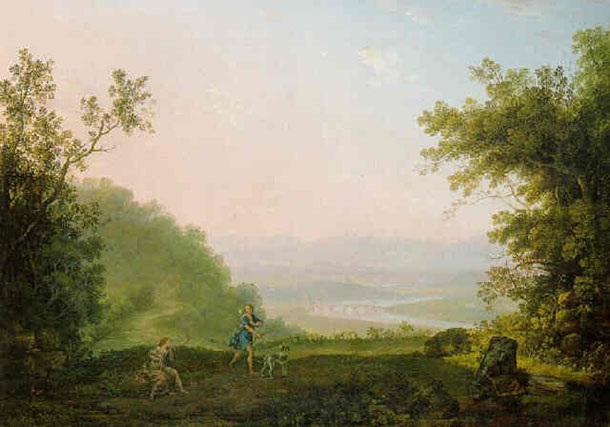
Carlo Labruzzi, Paesaggio arcadico

- Ottanta anni della Radio Vaticana, Città del Vaticano, Musei Vaticani, 2011. Catalogo mostra ai Musei Vaticani.
- Pier Andrea De Rosa, Barbara Jatta, La via Appia nei disegni di Carlo Labruzzi alla Biblioteca Apostolica Vaticana, Città del vaticano, Biblioteca Apostolica Vaticana, 2013, SBN BVE0601255. Con il contributo di Lorenzo Quilici.
- Pier Andrea De Rosa, Barbara Jatta, Disegni del XIX secolo del Fondo Ashby nella Biblioteca Apostolica Vaticana, Città del Vaticano, Biblioteca Apostolica Vaticana, 2014.
- Manuela Gobbi, Barbara Jatta, Titolo I disegni di Bernini e della sua scuola nella Biblioteca Apostolica Vaticana=Drawings by Bernini and his school at the Vatican Apostolic Library, Città del Vaticano, Biblioteca Apostolica Vaticana, 2015, SBN RML0394037.
- Ambrogio M. Piazzoni, Barbara Jatta (a cura di), "Misericordiae Vultus". Stampa artistica e celebrativa del Giubileo straordinario della Misericordia, Città del Vaticano, Biblioteca Apostolica Vaticana, 2016. Incisione calcografica a tiratura di esemplari limitata e relativo fascicolo.
- Barbara Jatta (a cura di), La Biblioteca Vaticana e le arti nel secolo dei Lumi (1700-1797), Città del Vaticano, Biblioteca Apostolica Vaticana, 2016, SBN RMR0351695.

### Interviste
- Novella Calligaris, intervista a Barbara Jatta per "RaiNews24", 8 settembre 2017.